# 오현정
오현정(1988년 3월 10일 ~ )은 대한민국의 여자 축구 심판이다. 2015년에 FIFA 심판 목록에 등재되었다.

## 심판 경력

### FIFA 여자 월드컵
2023년 FIFA 여자 월드컵
- 2023년 8월 1일:  아이티 -  덴마크 (D조)

### AFC 여자 아시안컵
2022년 AFC 여자 아시안컵
- 2022년 1월 30일:  중화인민공화국 -  베트남 (8강전)

### AFC U-20 여자 아시안컵
2017년 AFC U-19 여자 챔피언십
- 2017년 10월 15일:  중화인민공화국 -  우즈베키스탄 (A조)
- 2017년 10월 25일:  일본 -  중화인민공화국 (준결승전)

2019년 AFC U-19 여자 챔피언십
- 2019년 10월 27일:  태국 -  베트남 (A조)
- 2019년 11월 2일:  오스트레일리아 -  베트남 (A조)

### AFC U-17 여자 아시안컵
2017년 AFC U-16 여자 챔피언십
- 2017년 9월 11일:  일본 -  오스트레일리아 (B조)
- 2017년 9월 17일:  오스트레일리아 -  방글라데시 (B조)